# جیمی بامبر
 جیمی بامبر (انگلیسی: Jamie Bamber؛ زادهٔ ۳ آوریل ۱۹۷۳) یک هنرپیشه اهل ایالات متحده آمریکا است. وی از سال ۱۹۹۸ میلادی تاکنون مشغول فعالیت بوده‌است.
از فیلم‌ها یا مجموعه‌های تلویزیونی که وی در آن‌ها نقش داشته است می‌توان به پول اشاره نمود.